# Scrapbook
O scrapbook é uma terminologia em inglês para definir um livro com recortes, é entretanto uma técnica de personalizar álbuns de fotografias ou agendas com recortes de fotos, convites, papel de balas e qualquer outro material que possa ser colado e guardado no interior de um livro.
O scrapbook, assim como a colagem, consiste também em atividade para a composição de memórias e recordações mediante o uso de fotografias. É um passatempo de decorar se aplica também a cartas, poemas, convites entre outros. Este hobby possui muitos adeptos. Só nos Estados Unidos se estima que existem mais de 25 milhões de entusiastas. 

## História
Uma das primeiras aparições pública do que se conhece por scrapbook consta de 1999 quando o escritor William Granger publicou a história da Inglaterra. Neste, ele incluiu desenhos, textos e algumas páginas em branco, onde o próprio leitor podia criar seus próprios comentários e ilustrações. Também, um do mais conhecidos exemplos foi de que: O presidente guardou e reuniu recortes de jornais e revistas durante o período que durou seu mandato na Casa Branca (1801-1809). Muitas pessoas se tornaram adeptos desse estilo, e neste mesmo período, começaram a criar scrapbooks mais elaborados.
Inicialmente o material à disposição para este trabalho era muito rústico, especialmente o papel e os adesivos, considerados muito ácidos. Ainda hoje, particularmente no Brasil, ainda se utiliza incorretamente matéria-prima impregnada de acidez (porém hoje em dia existem muitos materiais 'Acid Free'). o que pode lesar as fotos, desprender os objetos colados no álbum, deixar as páginas amareladas em pouco tempo.
Os anos se passaram e atualmente as técnicas de Scrapbook praticamente se tornaram uma arte. Se antes os materiais eram extremamente rústicos, com muitos recortes de jornais e fotografias antigas (daquela época), atualmente a modernidade conseguiu tornar a scrapbook em artes, conjunto de obras e verdadeiros trabalhos de design. Hoje são oferecidas ferramentas práticas para criação de scrap. O mais comuns são os furadores para scrapbook, utilizados para recortar formas moldadas, como recortes que ilustram figuras diversas e também papeis especiais, como os livres de ácidos